# 芙蓉山 (江原特別自治道)
芙蓉山（韓語：부용산）是一座位于韓國江原特別自治道春川市和华川郡之间的山峰，主峰海拔882公尺。